# 聖地亞哥德拉弗龍特拉
聖地亞哥德拉弗龍特拉（西班牙語：Santiago de la Frontera），是薩爾瓦多的城鎮，位於該國西北部，由聖安娜省負責管轄，面積44.22平方公里，海拔高度562米，2007年人口5,196，人口密度每平方公里117.5人。
14°11′N 89°36′W / 14.183°N 89.600°W